# Астурийская кухня
Астурийская кухня (исп. Gastronomía de Asturias) — набор кулинарных традиций, характерных для испанской провинции Астурия. К ней относится множество как мясных и молочных, так и рыбных блюд, что объясняется, с одной стороны, возможностью рыбной ловли в Бискайском заливе, и с другой — наличием в Кантабрийских горах множества долин, хорошо подходящих для скотоводства. Несмотря на то, что традиции астурийской кухни передаются из поколения в поколение, вплоть до недавнего времени не существовало письменных источников, повествующих о питании астурийцев.

## Рыба и морепродукты
Астурия известна своими морепродуктами, такими как кальмары, крабы, креветки. Из рыб распространены лосось и морской окунь.

## Мясо
В сельском хозяйстве Астурии уделяется большое внимание разведению крупного рогатого скота и овец, поэтому различные варианты блюд из жареного мяса известны по всей провинции. Свиноводство также распространено, благодаря чему готовится множество колбас, например, морсилья.

## Сыры
Астурийские сыры являются одной из традиционных составляющих астурийской кухни и популярны как в Испании, так и за её пределами. Особенно известен Кабралес, полутвёрдый нарезной сыр с голубой плесенью и маслянистой текстурой из астурийского региона Пеньямельера-Альта.

## Десерты
В астурийской кухне существует множество разнообразных десертов — от местного варианта рисового пудинга, до таких необычных, как жареное молоко.

## Типичные блюда
- Фабада — густой суп из белой фасоли с ветчиной и колбасой.
- Тосино де сиело — десерт на основе яичного желтка.